# Difenoksilat
Difenoksilat, vrsta psihoaktivne droge. Uvrštena je u Hrvatskoj na temelju Zakona o suzbijanju zlouporabe drogu na Popis droga, psihotropnih tvari i biljaka iz kojih se može dobiti droga te tvari koje se mogu uporabiti za izradu droga, pod Popis droga i biljaka iz kojih se može dobiti droga, pod Droge sukladno Popisu 1. Jedinstvene konvencije UN-a o drogama iz 1961. godine. Kemijsko ime je etilni ester 1-(3-cijano-3,3-difenilpropil)-4-fenilpiperidin-4-karboksilne kiseline.

## Upotreba u medicini
Difenoksilat se ne smije davati djeci mlađoj od 2 godine. Difenoksilat se nalazi u razredu lijekova koji se nazivaju antidijaroici. Djeluje smanjujući aktivnost crijeva. 
Diphenoxylate dolazi kao tableta i otopina (tekućina) za uzimanje. Obično se uzima po potrebi do 4 puta dnevno.
Simptomi proljeva trebaju se poboljšati u roku od 48 sati od liječenja difenoksilatom. 
Difenoksilat može stvarati navike. Atropin je dodan dipenoksilatnim tabletama kako bi izazvao neugodne učinke ako se ovaj lijek uzima u većim dozama od preporučenih. Alkohol može pogoršati nuspojave od difenoksilata.

## Siptomi i nuspojave
Neke nuspojave mogu biti ozbiljne. Ako primijetite bilo koji od ovih simptoma, odmah se obratite svom liječniku ili zatražite hitnu medicinsku pomoć: obamrlost u rukama i nogama, stalna bol koja počinje u području želuca, ali se može proširiti na leđa, nadutost želuca, otežano disanje, osip, svrabež oticanje očiju, lica, jezika, usana, desni, usta, ruku, stopala, gležnjeva ili potkoljenice, otežano gutanje ili disanje, promuklost, viđenje stvari ili slušanje glasova koji ne postoje. 
Simptomi predoziranja mogu uključivati groznicu, ubrzan rad srca, smanjeno mokrenje, crvenilo, suhoća kože, nosa ili usta, promjene u veličini učenika (crni krugovi u sredini očiju), nekontrolirani pokreti očiju, nemir, ispiranje, groznica, smanjeni refleksi
pretjerani umor, teškoće u disanju, gubitak svijesti, srčani i moždani napadadi, teško govoriti i viđenje stvari ili slušanje glasova koji ne postoje.